# Amber Valletta

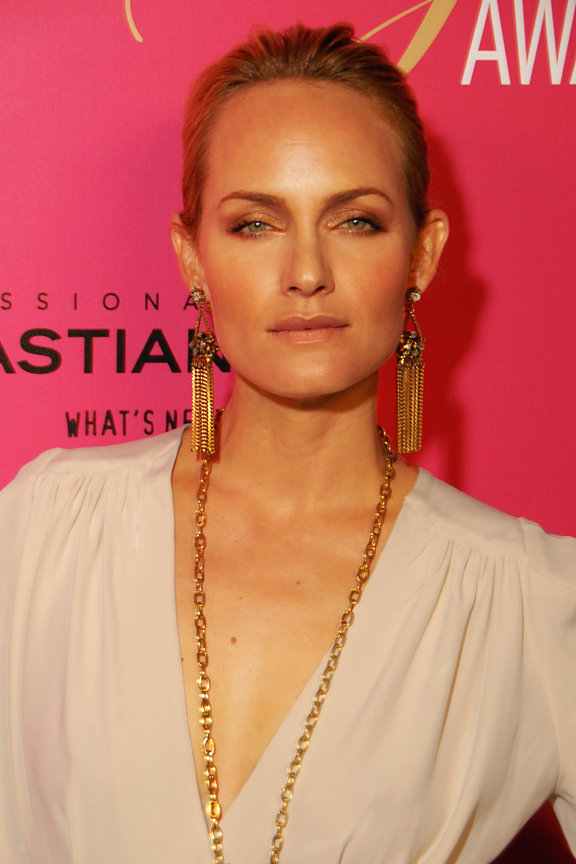
Amber Valletta in Beverly Hills (2009)

Amber Evangeline Valletta (* 9. Februar 1974 in Phoenix, Arizona) ist eine US-amerikanische Schauspielerin und Model italienischer Abstammung.

## Leben
Valletta wuchs in Tulsa (Oklahoma) auf. Mit 15 Jahren besuchte sie eine Model-Schule. Zwei Jahre später wurde sie das „Gesicht“ des Calvin-Klein-Dufts Eternity. Danach modelte sie für bekannte Marken und Magazine. Acht Mal war sie auf dem Titelblatt der britischen Ausgabe des Magazins Vogue.
Seit 2000 arbeitet Valletta überwiegend als Filmschauspielerin. Sie spielte unter anderem in Filmen wie Hitch – Der Date Doktor, Transporter – The Mission oder Gamer.
In zweiter Ehe war Valletta bis Anfang 2015 mit dem Volleyballspieler Christian McCaw verheiratet. Aus dieser Ehe stammt ein Sohn. Die Familie lebt in Los Angeles und in Oklahoma.
2008 war Valletta in einem vom US-amerikanischen Musikproduzenten will.i.am gedrehten YouTube-Video zur Unterstützung der Präsidentschaftskandidatur Barack Obamas zu sehen, in dem sie ihren Sohn in den Armen hält.

## Filmografie
- 2000: Family Man (The Family Man)
- 2000: Schatten der Wahrheit (What Lies Beneath)
- 2000: Drop Back Ten
- 2001: Max Keebles großer Plan (Max Keeble's Big Move)
- 2001: Perfume
- 2003: Der Appartement Schreck (Duplex)
- 2004: Liebe auf Umwegen (Raising Helen)
- 2005: Hitch – Der Date Doktor (Hitch)
- 2005: Transporter – The Mission (Le Transporteur II)
- 2006: Man About Town
- 2006: Krumme Geschäfte (The Last Time)
- 2007: Die Vorahnung (Premonition)
- 2007: Dead Silence
- 2007: My Sexiest Year
- 2007: The Last Time
- 2008: Days of Wrath
- 2009: Gamer
- 2010: Spy Daddy (The Spy Next Door)
- 2011: Hangover in L.A. (Girl Walks Into a Bar)
- 2011–2014: Revenge (Fernsehserie)
- 2014: Legends (Fernsehserie)
- 2015: Hot in Cleveland (Fernsehserie)
- 2015: Blood & Oil (Fernsehserie)